# Goku Ike
Goku Ike är en sjö i Antarktis. Den ligger i Östantarktis. Norge gör anspråk på området. Goku Ike ligger 94 meter över havet.